# Alternanthera pycnantha
Alternanthera pycnantha är en amarantväxtart som först beskrevs av George Bentham, och fick sitt nu gällande namn av Paul Carpenter Standley. Alternanthera pycnantha ingår i släktet alternanter, och familjen amarantväxter. Inga underarter finns listade i Catalogue of Life.